# Menhir von Portloman
Der Menhir von Portloman (irisch Port Lomáin) ist eine sehr schlanke Steinsäule mit einem eingeritzten Kreuz unweit des südwestlichen Ufers des Lough Owel (Loch Uail), nordwestlich von Mullingar im County Westmeath in Irland.
Der Menhir misst etwa 1,8 m in der Höhe, 0,28 m in der Breite und 0,25 m in der Tiefe und besteht aus Granit. Es wird angenommen, dass er verbunden ist mit St. Lommán von Portloman, der im 6. Jahrhundert in der Nähe eine Abtei leitete, möglicherweise auf Church Island, einer der drei kleinen Inseln im See.
Östlich des Sees steht das einzige überlebende De-Profundis-Stein Irlands.